# Ce cochon de Paolo
Pour plus de détails, voir Fiche technique et Distribution.
Ce cochon de Paolo (Paolo il caldo) est une comédie à l'italienne réalisée par Marco Vicario et sortie en 1973. Il s'agit d'une adaptation cinématographique du roman homonyme (it) de Vitaliano Brancati, publié en 1955.

## Synopsis
À Catane en Sicile, l'arrogant et syphilitique baron Castorini s'estime gravement offensé par le pharmacien du village. Le plus violent des deux fils de Castorini, Edmondo, décide de se venger en détruisant la pharmacie sous les yeux de la moitié des villageois. L'autre fils de Castorini, Michele, plus doux que son frère et politiquement orienté socialiste, est le père de Paolo. Ce dernier est occupé à perdre sa virginité avec la femme de ménage, Giovanna.

## Fiche technique
Sauf indication contraire, les informations mentionnées dans cette section peuvent être confirmées par la base de données cinématographiques IMDb,  présente dans la section « Liens externes ».
- Titre français : Ce cochon de Paolo[2]
- Titre original : Paolo il caldo[3]
- Réalisateur : Marco Vicario
- Scénario : Marco Vicario
d'après Vitaliano Brancati
- Photographie : Tonino Delli Colli
- Montage : Nino Baragli
- Musique : Armando Trovajoli
- Décors : Flavio Mogherini
- Costumes : Gabriella Pescucci
- Production : Alfonso Vicario
- Sociétés de production : Atlantica Cinematografica, Medusa Distribuzione
- Pays de production :  Italie
- Langue de tournage : italien
- Format : Couleur (Eastmancolor) - 1,66:1 - Son mono - 35 mm
- Durée : 124 minutes (2h04)[3]
- Genre : Comédie à l'italienne, Comédie érotique italienne[2]
- Dates de sortie :
  - Italie : 24 octobre 1973
  - France : 10 janvier 1975[2]

## Distribution
- Giancarlo Giannini : Paolo Castorini
- Rossana Podestà : Lilia
- Riccardo Cucciolla : Michele Castorini, le père de Paolo
- Lionel Stander : Baron Castorini, le grand-père de Paolo
- Gastone Moschin : Edmondo Castorini
- Adriana Asti : Beatrice
- Marianne Comtell : La mère de Paolo
- Vittorio Caprioli : Le pharmacien Salvatore Lapadula
- Ornella Muti : Giovanna
- Umberto D'Orsi : cavaliere Carmelo
- Barbara Bach : Anna, la nièce du pharmacien
- Neda Arnerić : Caterina, le femme de Paolo
- Dori Dorika : La religieuse
- Oreste Lionello : Le peintre
- Mario Pisu : Prince Lorenzo Banchieri
- Ugo Fangareggi : Luigi Castorini
- Pilar Velazquez : Ester
- Femi Benussi : Une prostituée
- Bruno Scipioni : Vincenzo Torrisi
- Orchidea De Santis : Une prostituée
- Enrica Bonaccorti : Mariella

## Production
Les extérieurs ont été principalement tournés en Sicile, à Catane ainsi que dans la vieille ville de Forza d'Agrò, aux abords du château normand (it) datant du XIVe siècle. À Rome, une partie de la production a eu lieu dans les Dear Studios tandis que quelques extérieurs ont été tournés dans la Villa Parisi, un lieu de tournage privilégié dans le cinéma italien situé à Monte Porzio Catone dans la ville métropolitaine de Rome Capitale.

## Exploitation
La film a été un grand succès public en Italie, avec des recettes de 3 149 millions de lires.